# Ausgetrickst (1977)
Ausgetrickst (A Piece of the Action) ist eine US-amerikanische Krimikomödie von Sidney Poitier aus dem Jahr 1977, in der er und Bill Cosby die Hauptrollen spielen. Es ist nach Samstagnacht im Viertel der Schwarzen (1974) und Drehn wir noch’n Ding (1975) der dritte Film, bei dem Cosby und Poitier zusammenarbeiteten. Die Filme sind als Trilogie angelegt, obwohl die Schauspieler in jedem Film Charaktere mit anderen Namen darstellen. Nach diesem Film widmete sich Poitier nur der Regie und war deshalb für mehr als zehn Jahre nicht als Schauspieler zu sehen.

## Handlung
Dave Anderson (Bill Cosby) und Manny Durrell (Sidney Poitier) sind zwei erfolgreiche Diebe, die nie erwischt werden. Der ehemalige Police-Detective Joshua Burke (James Earl Jones) verfügt über genügend Beweismaterial, um beide hinter Gitter zu bringen. Stattdessen bietet er ihnen an, zu schweigen, wenn sie sich auf den rechten Weg begeben und in einem Zentrum für jugendliche Straftäter arbeiten. Zunächst verhalten sie sich zurückhaltend und reagieren (wie die Kinder) ablehnend. Mit der Zeit gewinnen die beiden jedoch das Vertrauen der Kinder und finden Spaß an ihrer Aufgabe. Alles läuft gut, bis sie einen früheren Überfall wieder gutmachen müssen.

## Rezeption
Roger Ebert gab dem Film zwei von vier Sternen und schrieb: „Ich nehme an, er hat sein Herz am richtigen Ort, aber seine Schlüsselsituationen sind so unglaublich und seine Dialoge so umständlich, dass nichts hilft.“ Lawrence Van Gelder von The New York Times meinte: „'Ausgetrickst' ist fest auf der Seite der Engel. Es ist möglich, seine mangelnde Originalität und seine durchschaubare Cleverness zu kritisieren; Aber dies sind Mängel, die gegen die offensichtliche Handwerkskunst, die Unterhaltung und das soziale Gewissen abgewogen werden müssen.“ Arthur D. Murphy von Variety bemerkte: „Die Veröffentlichung von Warner Bros., locker und angenehm, wenn auch mit 134 Minuten lang, sieht für den allgemeinen Markt gut aus.“ Gene Siskel gab dem Film zwei von vier Sternen und bezeichnete ihn als „einen bevormundenden, einfältigen Vortrag darüber, wie junge Schwarze Arbeit bekommen können. Sie dachten wahrscheinlich, 'A Piece of the Action' würde eine Komödie werden. Das ist sie auch, aber nur als nachträglicher Gedanke.“ Kevin Thomas von der Los Angeles Times lobte den Film als „aufrührig und doch ergreifend“ mit „großzügiger, temperamentvoller Regie“ von Poitier. Gary Arnold von The Washington Post nannte den Film „eine gewinnend leichte Unterhaltung“ mit „einem außergewöhnlich effektvollen Drehbuch, das eine temperamentvolle, spritzige Mischung aus konventioneller Krimikomödie, konventioneller romantischer Komödie und ausdrucksstarker Propaganda von Maßnahmen erzielt, die die Selbstständigkeit und Selbstachtung bei schwarzen Jugendlichen fördern sollen.“

## Remake
2002 wurde bekanntgegeben, dass Will Smith und sein Produktionsunternehmen Overbrook Entertainment sich die Rechte an einer Remake-Trilogie mit Smith gesichert haben, die über Warner Bros. Entertainment vertrieben werden sollte. Smith äußerte die Hoffnung, Eddie Murphy, Martin Lawrence und weitere bekannte afroamerikanische Schauspieler für den Film gewinnen zu können.